# Скотт (округ, Миннесота)
Скотт (англ. Scott County) — округ в штате Миннесота, США. Административный центр и крупнейший город — Шакопи. По оценочной переписи 2009 года в округе проживают 131 939 человек. Площадь — 955 км², из которых 924,2 км² — суша, а 30,8 км² — вода. Плотность населения составляет 97 чел./км².

## История
Округ был основан в 1853 году.

## Состав
В округ Скотт входят тауншипы: 
- Белл-Плейн
- Блейкли
- Джэксон
- Кредит-Ривер
- Луисвилл
- Нью-Маркет
- Санд-Крик
- Сент-Лоренс
- Сидар-Лейк
- Спринг-Лейк
- Хелена